# Gouvernement Serge Sarkissian III
Arménie
Karapetian II Pachinian I
Le gouvernement Serge Sarkissian III est le gouvernement de l'Arménie du 23 avril au 12 mai 2018.

## Majorité et historique
Il s'agit d'un gouvernement formé par Serge Sarkissian et soutenu par le Parti républicain d'Arménie et la Fédération révolutionnaire arménienne.

### Formation
Serge Sarkissian est élu Premier ministre le 17 avril suivant par le Parlement avec 77 voix contre 17, sur proposition de son successeur au poste de président, Armen Sarkissian. Il forme son gouvernement le 18 avril.

### Démission
Le 23 avril, Sarkissian démissionne en pleine révolution arménienne de 2018. Le chef de l'opposition Nikol Pachinian est libéré dans la foulée ainsi que deux autres députés arrêtés la veille. Le premier vice-Premier ministre Karen Karapetian redevient Premier ministre par intérim.
Alors que le Parti républicain d'Arménie avait renoncé à présenter un candidat, Pachinian est le seul candidat en lice pour lui succéder. Le 1er mai, malgré les manifestations, l'Assemblée nationale rejette sa candidature.
Pachinian appelle alors à bloquer les routes, les aéroports, les transports publics. Il appelle également à la « désobéissance civile », les établissements d'enseignement, à la grève générale. Le 8 mai, il est élu Premier ministre d'Arménie.

## Composition
- Les nouveaux ministres sont indiqués en gras, ceux ayant changé d'attributions en italique.

| Poste                                                                            | Titulaire | Titulaire                                                    | Parti |
| -------------------------------------------------------------------------------- | --------- | ------------------------------------------------------------ | ----- |
| Premier ministre                                                                 |           | Serge Sarkissian (jusqu'au 23/04/2018) Karen Karapetian a.i. | HHK   |
| Premier vice-Premier ministre                                                    |           | Karen Karapetian                                             | HHK   |
| Vice-Premier ministre                                                            |           | Vache Gabrielian                                             | HHK   |
| Vice-Premier ministre                                                            |           | Armen Gevorgian                                              | Sans  |
| Ministre de l'Administration territoriale et du Développement                    |           | Davit Lokian (jusqu'au 26/04/2018)                           | FRA   |
| Ministre des Affaires étrangères                                                 |           | Edouard Nalbandian                                           | HHK   |
| Ministre de l'Agriculture                                                        |           | Ignati Arakelian (intérim)                                   | HHK   |
| Ministre de la Culture                                                           |           | Armen Amirian (jusqu'au 02/05/2018)                          | Sans  |
| Ministre de la Défense                                                           |           | Vigen Sarkissian                                             | HHK   |
| Ministre de la Diaspora                                                          |           | Hranouch Hakobian                                            | Sans  |
| Ministre du Développement économique et de l'Investissement                      |           | Souren Karaian                                               | HHK   |
| Ministre de l'Éducation et des Sciences                                          |           | Levon Mkrtchian (jusqu'au 26/04/2018)                        | FRA   |
| Ministre des Finances                                                            |           | Vardan Aramian                                               | HHK   |
| Ministre des Infrastructures énergétiques et des Ressources naturelles           |           | Achot Manoukian                                              | Sans  |
| Ministre de la Justice                                                           |           | Davit Haroutyunian                                           | HHK   |
| Ministre de la Protection de la nature                                           |           | Artsvik Minasian (jusqu'au 26/04/2018)                       | FRA   |
| Ministre de la Santé                                                             |           | Levon Altunian                                               | HHK   |
| Ministre des Situations d'urgence                                                |           | Davit Tonoian (intérim)                                      | Sans  |
| Ministre des Sports et des Affaires de la jeunesse                               |           | Hrachya Rostomian (jusqu'au 25/04/2018)                      | Sans  |
| Ministre des Transports, des Communications et des Technologies de l'information |           | Vahan Martirosian                                            | HHK   |
| Ministre du Travail et des Affaires sociales                                     |           | Artem Asatrian                                               | HHK   |